# 马多克
马多克（Madoc）或马多格·阿布奥瓦因·圭内斯（Madog ab Owain Gwynedd）或马多格·阿布奥文·圭内斯（Madog ab Owen Gwynedd）是民间传说中的一位航海到了美洲的威尔士王子。传说他在1170年航海到了美洲，比克里斯托弗·哥伦布在1492年的航海早了300多年。根据这个故事，他是威尔士的圭内斯王国的国王歐文·圭內斯的儿子，他奔向大海是为了逃离家族中的互相残杀的暴力行为。这个传奇故事显然是从中世纪传统中的威尔士英雄的航海故事逐步发展出来的。这个故事只间接提及了航海者幸存了下来。无论如何，这个故事在伊丽莎白时代是最为显著的。当时英格兰和威尔士的作家们宣称马多克去过美洲，以此宣称他是更早发现美洲的人，因此，北美洲是英格兰王国的合法属地。这个故事在之后的数世纪依然流行，并且之后还有宣称说马多克的航海者们与当地的美洲原住民们通了婚，而他们的说威尔士语的子孙们仍然生活在美国边疆的某处。通过一些遍布美国中西部的自然的和人造的地标，这些“威尔士印第安人”得到了认可，而一些白人旅行者还被激励去寻找他们。
马多克的故事是哥伦布时代前的跨大洋接触中的许多推测的题材。在新世界和旧世界，都没有历史的和考古学的证据被找到以支持他的航海故事，不过，关于他和某些场所的接触的推测却大量存在。这些场所之一便是位于俄亥俄河畔的魔鬼脊骨（Devil's Backbone），它位于肯塔基路易维尔附近的十四里溪（Fourteen Mile Creek）旁。马多克的传奇为一代一代的诗人、小说家，以及文化历史学家们提供了丰富的灵感。

## 背景

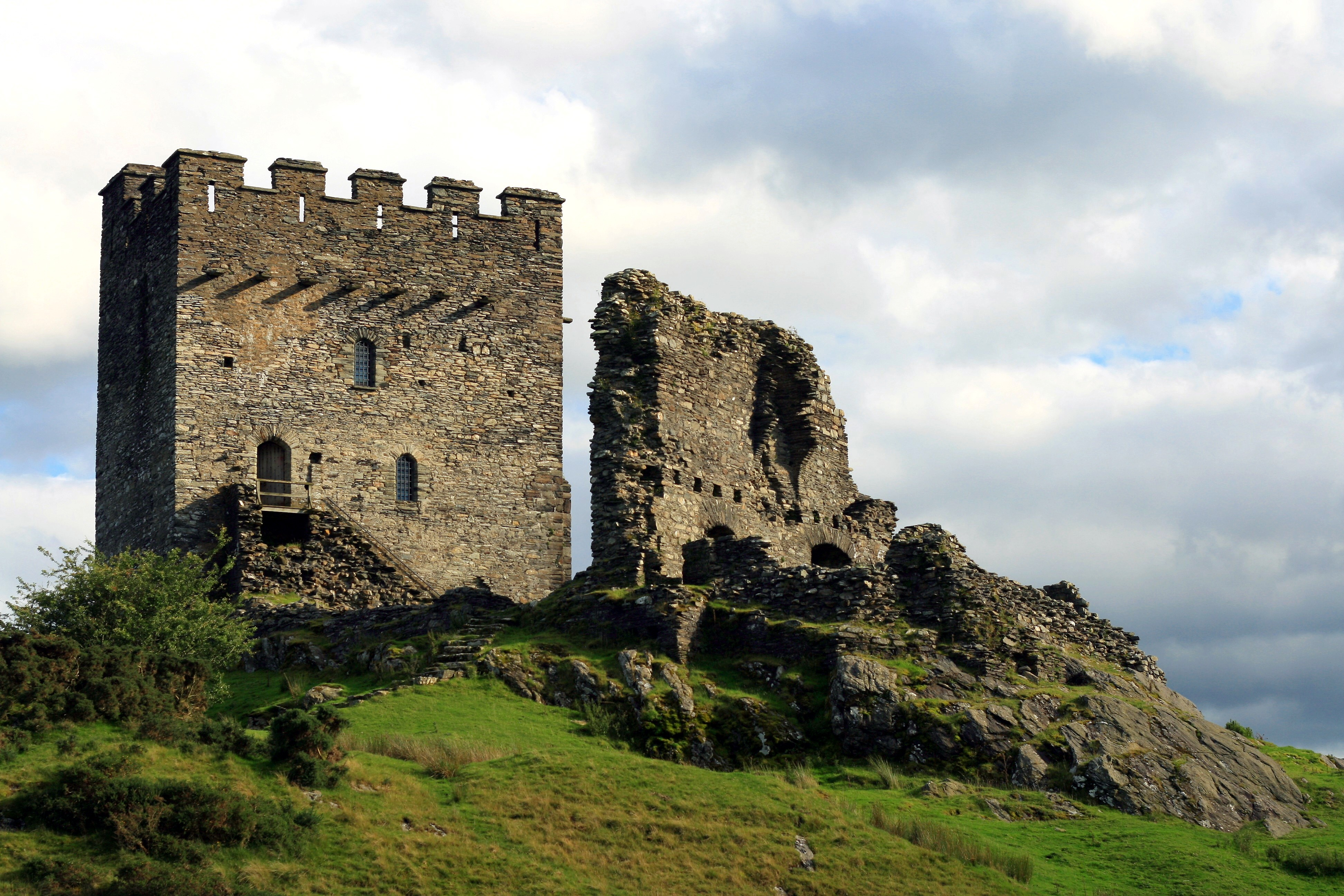
多尔威泽兰城堡，据说是马多克的诞生地

奥瓦因·圭内斯在传说中是马多克的父亲。这是一位真实人物。他是12世纪的圭内斯的国王，并且被普遍认为是中世纪中最强大的威尔士统治者之一。他的统治伴随着与其他的威尔士贵族们以及与英格兰的亨利二世的战斗。当奥瓦因在1170年逝世后，他的继承人“诗人王子”希韦尔（Hywel）和他的三个更小的儿子迈尔贡（Maelgwn）、罗德里（Rhodri）、达维德（Dafydd）之间爆发了一场血腥的争执。迈尔贡和罗德里由达维德指挥，并且他们三人都是克丽丝滕（Cristen）太后的儿子。奥瓦因和他的两个妻子至少共有13个孩子，而且他还有若干个非婚生的孩子，不过按照威尔士传统，他们都被合法地认可了。根据传说，马多克和他的兄弟里里德（Rhirid）就是其中之二，不过，没有那个时代的记录来为此作证。
这个故事声称马多克因这场争斗而感到沮丧，他和里里德带着一支由小舟们组成的小型舟队，从罗斯（Rhos）省（Cantref，中世纪威尔士的一个仅次于“国”的行政区划）的兰德里洛（Llandrillo，今滨海罗斯，Rhos-on-Sea）出海，去探索西方的海洋。他们发现了遥远而富裕的土地，之后有一百名男子在那里登岸并建立了一块殖民地，而马多克和别的一些人回到了威尔士以招募拓荒者。在聚集到了十船的男人和女人之后，这位王子第二次向西航行，并且再也没有返回。马多克的登陆点被提议为美国境内的西佛罗里达或者阿拉巴马的莫比尔湾（Mobile Bay）。
尽管这个民间传统故事承认从没有证人从第二次殖民远征中回来报告这个故事，但是马多克和他的拓殖者们的故事仍继续着。他们沿着北美洲的广大的河流系统而行进，盖起了建筑物，并遭遇了友好的和不友好的美洲原住民部落们，最后他们终于在美国中西部或大平原的某个地方定居了下来。

## 威尔士印第安人

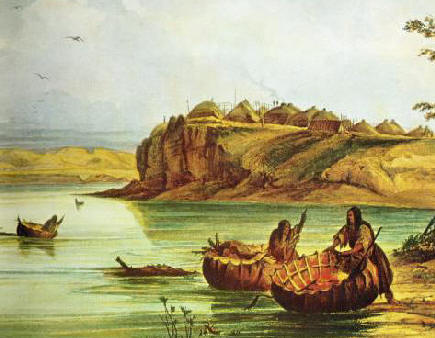
乔治·卡特林认为曼丹人的牛皮舟类似于威尔士人的小圆舟

马多克的航海故事的后续发展是一个殖民地传说：在美利坚边境的某处，有着一个说欧洲语言的印第安部落。在早期的故事中，有的说这些白皮肤印第安人说的语言是爱尔兰语，有的则说他们说的是葡萄牙语，并且故事的讲述者不同，那个部落的名字也就不同（通常这样的名字都是未经证实的某个地方）。不过，之后的版本则说他们说的是威尔士语，并且将这个部落与马多克的拓荒者们的后代们联系了起来。
1608年，克里斯托弗·纽波特（Christopher Newport）船长率领远征队探索弗吉尼亚的詹姆斯河的瀑布上面的东苏语族（Eastern Siouan Languages）的莫纳坎人（Monacan）村庄。在11月26日，其成员彼得·温内（Peter Wynne）给英格兰政治家约翰·埃杰顿（John Egerton）写了一封信，告诉了对方纽波特的团队的一些成员相信，莫纳坎语的发音像是威尔士语，而温内他本人会说威尔士语，所以这些人叫温内充当口译员。莫纳坎部落是非阿尔贡金语族的部落之一，而阿尔贡金人将非阿尔贡金语族的部落的人一致称为曼多阿格人（Mandoag）。
另一个宣称自己遇到了说威尔士语的印第安人的早期拓荒者是摩根·琼斯（Morgan Jones）牧师。他曾告诉威廉·佩恩的副手托马斯·劳埃德（Thomas Lloyd），他在1669年被塔斯卡罗拉人的一个叫作多埃格（Doeg）的部落俘虏过。根据琼斯所述，酋长听得懂威尔士语，当听到了琼斯说威尔士语，酋长便饶了他的性命。琼斯的报告说，他之后与多埃格人一起生活了若干个月并用威尔士语讲解《福音书》，再之后他回到了英殖民地并在1686年在英殖民地记录下了他的冒险。历史学家格温·阿尔弗雷德·威廉姆斯（Gwyn Alfred Williams）评注说：“这完全是个混杂故事并且可能是一个玩笑。”

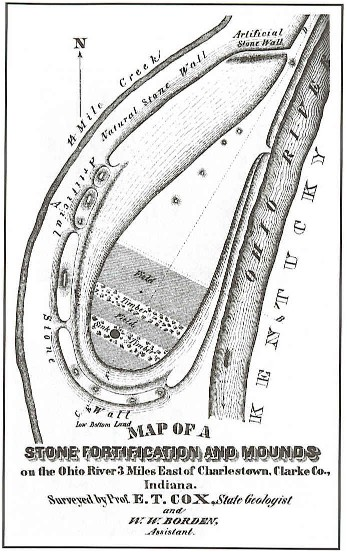
拥护马多克的人们相信俄亥俄河畔的魔鬼脊骨上的土制堡垒遗址是威尔士拓殖者的作品

一些之后的旅行者们也宣称他们找到了威尔士印第安人，甚至其中一人还宣称他造访过的那个部落崇敬着一本用威尔士语抄写的《福音书》。威尔士印第安人的故事变得流行，以至于刘易斯和克拉克都被命令去设法找到他们。民间传说宣称，从肯塔基的路易维尔沿溪逆流而上约十四英里，在罗斯岛（Rose Island）的一个叫作“魔鬼脊骨”的地方，就曾经是说威尔士语的印第安人们的一个殖民地的所在之地。来自威尔士文沃尔（Waunfawr）村的十八世纪的密苏里河探险家约翰·埃文斯进行他的旅行的原因之一就是要找到威尔士人后裔的“帕多伊卡斯（Padoucas）”或“马多格维斯（Madogwys）”部落。
有提议表示，乔治亚的堡垒山（Fort Mountain）上的围墙是彻罗基人称之为“月目人”（Moon-Eyed People）的一个种族所建造的。他们之所以被成为“月目人”，是因为他们在夜晚比在白天能看得更清楚。（不过另一个传统的说法宣称这段围墙是西班牙征服者埃尔南多·德·索托（Hernando de Soto）在1540年左右建造来抵御克里克印第安人（Creek）的。）考古学家们相信，这些石头是美洲原住民们放在那里的。这些“月目人”据说有白皙的皮肤、金黄色的头发、乳白色的眼睛。他们通常会被与马多克王子及其威尔士人团队联系起来。本杰明·史密斯·巴顿提议称，这些“在白天目不能视”的“月目人”也许是一群白化病者。历史学家约翰·海伍德（John Haywood）在他的《田纳西自然与原住民史》中也提到过这个传说。不过海伍德写这个作品是为了证明田纳西的原住民部落是古代希伯来人的后代。
还有一个学说称阿拉巴马东北的迪索托州立公园（Desoto State Park）的“威尔士洞穴”是马多克的团队所开凿的，因为当地的原住民部落并不被知道曾经进行过如此的石工建筑或者开凿活动，并且当地也找不到那样的遗址。
在1810年，田纳西的首任州长约翰·塞维尔（John Sevier）给他的朋友阿莫斯·斯托达德（Amos Stoddard）少校写信，讲了他在1782年与彻罗基老酋长奥科诺斯托塔（Oconostota）关于建在阿拉巴马河沿岸的古老防御工事的一场谈话。根据塞维尔所讲的，酋长告诉他，这些堡垒是被一群叫作“威尔士人”的白人建造的，以作为抵御彻罗基人的祖先们的防护物，不过彻罗基人的祖先们最终将他们赶出了那个地区。塞维尔还曾在1799年写下了其他的发现：声称发现了六具穿着黄铜甲的骸骨，并且黄铜甲上还有威尔士人的纹章。
在1824年，托马斯·斯波特伍德·欣德（Thomas Spotwood Hinde ）给《美国先锋》的编辑约翰·S·威廉姆斯（John S. Williams）写了一封关于马多克传说的信。在这封信中，欣德宣称自己从众多的来源中收集到了证据，证明威尔士人曾于十二世纪在奥文·阿普津赫（Owen ap Zuinch）的带领下来到了美洲，他们比克里斯托弗·哥伦布早了三百多年。欣德宣称在1799年，在俄亥俄河畔的印第安纳的杰斐逊维尔（Jeffersonville）附近，有六名士兵被挖了出来，并且他们的护胸甲上含有威尔士人的纹章。也许这6名士兵跟塞维尔的提到的那6名是同一批人，因为二人所提到的数量、黄铜护甲，以及威尔士人的纹章都是一致的。

## 曼丹人
至少总共有十三个真实的部落，五个未被识别的部落，以及三个未命名的部落曾被鉴定为威尔士印第安人部落。最终，这个传奇被定在了鉴定曼丹人（Mandan）为威尔士印第安人。曼丹人们据说在文化、语言、外表上与他们的邻居们不同。画家乔治·卡特林（George Catlin）在《北美印第安人》（1841）中提议曼丹人是马多克及其随行航海者们的后代。他发现曼丹人的圆形的牛皮舟类似于威尔士人的小圆舟，并且他认为曼丹村庄的先进的建筑风格一定是从欧洲人那里学到的（在卡特林的时代，密西西比文化与霍普韦尔文化等先进的北美洲社会文化还不是很有名）。这一宣称的支持者们将马多克与曼丹神话人物“孤客（Lone Man）”联系了起来。根据一个故事所述，“孤客”用木制的小圆舟保护了一些村民不受发洪水的河流侵害。

## 传说的来源
马多克的故事明显地来自中世纪的传奇冒险故事。有暗示显示马多克的故事可能是一个类似《圣布兰丹游记》的航海故事，但是马多克的故事没有一个详细的版本被流传了下来。关于他的故事的最早的可靠的提及出现在威尔士诗人波伊斯（Powys）的马雷迪德·阿普里斯（Maredudd ap Rhys，活跃于1450-1483）的一首诗里。这首诗提到了马多克是奥瓦因·圭内斯的一个儿子或后人，并且他航向了大海。这首诗是致以当地的一名乡绅的，以代表一名老顾客而感谢他卖的渔网。马多克被如下提到：“杰出的马多格……/奥瓦因·圭内斯的血脉，/他不渴望陆地……/或者尘世的财富，而渴望大海。”还有声明称威尔士诗人兼系谱学者吉廷·奥瓦因（Gutun Owain）在1492年之前写过马多克。不过，格温·威廉姆斯在《马多克：一个神话的形成》中清楚说明，马多克在吉廷·奥瓦因的幸存的任何一份原稿中都没被提到过。
这个故事在欧洲大陆也许同样曾经有名过。在中古荷兰语诗歌《列那狐》的序言中，《列那狐》的抄写员提到作者威廉之前写了一部叫《马多克》的作品。这一部《马多克》没被幸存下来，但是之后有众多荷兰作家提到了它。威廉的《马多克》也许是威尔士的马多克故事的一个改编版，但是在之后提到它时，许多人把它和做梦的主人公联系了起来，并也许把它视为了一部梦幻文学作品，即把马多克航海的故事视为马多克做的一场梦。
马多克传奇在伊丽莎白时代达到了它的最高显著程度，当时威尔士和英格兰的作家们使用它来支持英国宣称对新世界的主权，以反对西班牙对新世界主权的宣称。关于马多克的航行的最早的幸存的完整的记述出现在汉弗莱·卢伊德（Humphrey Llwyd）1559年的《威尔士编年史》中。这本书是《威尔士列王编年史》的一个英语改编版。它首次宣称了马多克来到了美洲。这个故事很快变得非常流行。在1580年，一个皇家头衔被呈递给了伊丽莎白女王，它声称在1170年，“马多克勋爵，奥文·圭内斯之子，圭内斯王子，引领了一支殖民团并居住在了佛罗里达之地或其附近”。对马多克的故事的另一份记述出现在乔治·佩卡姆（George Peckham）的《新找到的土地的晚期发现的真实报告》（1583）中。大卫·鲍威尔（David Powel）的《坎布里亚史》（1584）和理查德·哈克卢特（Richard Hakluyt）的《航海与发现：英国人的重要的领航、航行、运输及发现》（1589）都收录了这份记述。约翰·迪伊甚至断言不列颠的布鲁图斯和亚瑟王以及马多克都曾经征服过美洲的土地，因此他们的后继者英格兰的伊丽莎白一世有优先权宣称对那里的主权。
威尔士印第安人是在一个多世纪以后才被宣称为马多克后人的。摩根·琼斯所写的短文是对他们的第一份报导，并且他的短文在1740年被《绅士杂志》刊印，之后又出现了许多关于它的出版物。虽然没有基因上的或考古学上的证据证明曼丹人与威尔士人有关系，但是，约翰·埃文斯以及刘易斯和克拉克都报导说他们没有发现威尔士印第安人。曼丹人今天还在。这个部落的人曾在1837年到1838年被一场天花流行病大批杀死，之后和附近的希达察人（Hidatsa）与阿里卡拉人（Arikara）联合为了曼丹-希达察-阿里卡拉三族联盟。
威尔士印第安人的传说在19世纪40和50年代重新盛行。这一次，霍皮人（Hopi）、苏尼人（Zuni）、纳瓦霍人被宣称为了威尔士人的后代。宣称者有乔治·拉克斯顿（George Ruxton，1846年宣称霍皮人）、P·G·S·滕布鲁克（P. G. S. Ten Broeck，1854年宣称苏尼人）、男修道院院长埃马尼埃尔·多默纳什（Emmanuel Domenach，1860年宣称苏尼人）等。布里格姆·扬对假设的霍皮人-威尔士人关联感兴趣：在1858年，他派一名威尔士人和雅各布·汉布林（Jacob Hamblin）一起去霍皮诸台地查看那里是不是有说威尔士语的人。他们什么都没找到。而在1863年，汉布林将三名霍皮人带到了盐湖城。三名霍皮人在盐湖城“被想要他们吐出凯尔特词语的威尔士人们包围”，但是这些威尔士人没能成功。美国籍威尔士人摩尔门教传教士卢埃林·哈里斯（Llewellyn Harris）在1878年造访了苏尼人，并在之后写道，他们的语言里有许多威尔士语单词，并且他们宣称他们的祖先是“坎巴拉加人”（Cambaraga）──比西班牙人早300年渡海而来的白人。不过，哈里斯的宣称从未被独立地证实。
马多克的传奇很好地流传到了二十世纪。在1963年，美国革命之女组织（美国独立战争的参与者们的女性后代们所组成的一个组织）在阿拉巴马莫比尔湾岸边竖立了一块铭牌：“纪念威尔士探险家马多克王子。他登陆……于1170年，并给印第安人们留下了威尔士语。”这块铭牌之后被阿拉巴马公园部移除了。

## 后世推测与虚构故事
一些人曾经企图确认马多克的史实性，但是研究早期美洲的历史学家们，尤其是塞缪尔·艾略特·莫里森（Samuel Eliot Morison），却将这个故事视为神话。不过，马多克的传奇曾经是诗人们的重要题材。关于他的最著名的英语记述是罗伯特·骚塞1805年的长诗《马多克》。骚塞使用了这个故事来探索诗歌的自由思想和平等主义理念。骚塞和塞缪尔·泰勒·柯勒律治曾希望在美洲建立一个叫作“大同世界”的乌托邦式的国度，而他因为写下了《马多克》而很适切地为他去美洲旅行提供了资金。骚塞的诗转而激励了二十世纪的诗人保罗·马尔敦（Paul Muldoon）写下了《马多克：未解之谜》，并且这篇作品在1992年赢得了杰弗里·费贝尔纪念奖。这篇作品探索了如果骚塞与柯勒律治成功到美洲建立了他们的“理想国度”，那么将会发生什么。在俄语文学中，著名诗人普希金曾在1829年就这一主题创作过一首名叫《威尔士的马多克（Медок в Уаллах）》的短诗。
小说家们也曾使用过马多克传奇。玛德莱恩·伦格尔（Madeleine L'Engle）1978年的科幻小说《飞速星球》想象了一名威胁要用核能来毁灭世界的马多克后人。在1990年和1991年，帕特·温特尔（Pat Winter）出版了两卷长的《马多克传奇》。新闻工作者詹姆斯·亚历山大·索姆（James Alexander Thom）也研究了马多克的航行，并在1995年写了他的小说《第一个男人的孩子们》。美国小说家桑德丝·安妮·劳本塔尔（Sanders Anne Laubenthal）的幻想作品《断钢剑》就设置在莫比尔，剧情是基于马多克将亚瑟王的断钢剑带到了新世界这一假设而生产的。詹姆斯·A·欧文（James A. Owen）写了小说《靛蓝王》。在这部作品中，马多克航海的原因是他和他的孪生兄弟米尔丁（Myrddyn，此人之后成为了梅尔林）从一个叫作梦幻群岛的地方被放逐了。马多克之后在亚历山大港图书馆再次被放逐，直到他成为了梅德罗德并试图成为至高君王亚瑟（亚瑟王），但是他被淘汰掉了。
安大略的小镇马多克以及附近的村庄马多克都是为了纪念这位王子而被命名的。而在北美洲和英国各地，也有若干的地方性宾馆和酒馆是为了纪念他而被命名的。威尔士的圭内斯有城镇波斯马多格（Porthmadog，意为“马多克之港”）和村庄特里马德格（Tremadog，意为“马多克之镇”）。尽管这暗示了它们与奥瓦因·圭内斯的那位传说中的儿子马多克有关，但是它们实际上是以工业家兼国会议员威廉·亚历山大·马多克斯（William Alexander Madocks）命名的。这位马多克斯是它们的最重要的开发者。“马多格王子号（Prince Madog）”是威尔士大学和PO海事（P&O Maritime）所拥有的一艘考察船。它在2001年7月26日开始了它的处女航。
乔治亚的堡垒山州立公园有一块铭牌详细讲述了十九世纪时，人们对山上的古老石墙的解释，而这个地方之所以叫堡垒山，就是因为有这些石墙。这块铭牌还复述了田纳西州州长约翰·塞维尔的陈述，即彻罗基人们相信，“一群叫威尔士人的人们”很久前在这座山上建造了一座堡垒，以抵御印第安人的攻击。

## 扩展阅读

### 小说
- 达纳·奥尔森: 马多克王子的传说：在公元1170年发现美洲以及威尔士拓殖者，或者说“印第安白人”或“月目人”的历史. 印第安纳杰斐逊维尔: 奥尔森企业. ISBN 978-0-9677903-0-5
- 詹姆斯·亚历山大·索姆 (1994): 第一个男人的孩子们. 纽约: 巴兰坦书籍出版社. ISBN 978-0-345-37005-1
- 帕特·温特尔 (1990): 马多克. 纽约: 班特姆书籍出版社. ISBN 978-0-413-39450-7
- 帕特·温特尔 (1991): 马多克一百. 纽约: 班特姆书籍出版社. ISBN 978-0-553-28521-5
- 伯纳德·奈特, 马多克，美洲王子. 纽约: 圣马丁出版社 (1977)
- 安娜·李·瓦尔多 (1999): 石之环. 纽约: 圣马丁出版社. ISBN 978-0-312-97061-1
- 安娜·李·瓦尔多 (2001): 星之环. 纽约: 圣马丁出版社. ISBN 978-0-312-20380-1
- 玛德莱恩·伦格尔 (1978): 飞速星球. 纽约: 德尔出版社. ISBN 0-440-40158-5
- 马尔科姆·普赖斯 (2005): 随着马多格去新世界. 伊洛尔瓦出版有限公司. ISBN 978-0-86243-758-9
- 罗丝玛丽·克莱门特-穆尔 (2009): 光彩陨落. 德拉科特青年读者书籍出版社. ISBN 978-0-385-73690-9

### 少儿小说
- 埃伦·皮尤 (1970): 勇者: 威尔士的马多格王子的故事以及他在1170年发现美洲. 纽约: 米德-多德公司. ISBN 978-0-396-06190-8
- 托马斯·琼斯、格温·琼斯、玛格丽特·琼斯 (2005): 马多格. 塔勒邦特: 伊洛尔瓦出版有限公司. ISBN 0-86243-766-0

### 诗歌
- 保罗·马尔敦 (1990): 马多克：未解之谜. 伦敦: 法伯尔-法伯尔出版社. ISBN 0-571-14488-8 – 纽约: 法拉尔-施特劳斯-吉鲁书籍出版公司. ISBN 0-374-19557-9
- 罗伯特·索锡 (1805): 马多克. 爱丁堡: 阿·康斯特布尔-罗宾逊公司印刷, 伦敦: 朗文、赫斯特、雷斯、奥姆等公司出版, 共19个版本. 电子书 （页面存档备份，存于）